# 李仁譓
李仁譓（韓語：이인혜，1981年2月21日—），韓國女演員。
李仁譓是韓國演藝界中與裴宗玉僅有兩位取得博士學位的藝人，而兩人皆是同於韓國第二大名校高麗大學的言論學科畢業。2015年3月，她擔任慶星大學數位媒體學系專任教授。2016年2月25日，取得言論學博士學位。

## 演出作品

### 電視劇
- 1998年：MBC《帝王之路》飾演 贞纯王后
- 2000年：KBS《學校3》游多穎
- 2002年：SBS《有名的女人（朝鲜语：그 여자 사람잡네）》飾演 馬福南
- 2005年：KBS《豪傑春香》飾演 韓丹姬
- 2005年：KBS《危險的愛情》
- 2005年：KBS《黃金蘋果》飾演 丁虹妍
- 2006年：KBS《黃真伊》飾演 丹心
- 2007年：KBS《仁順真漂亮》飾演 韓在顏
- 2007年：KBS《無法阻擋的婚姻》
- 2009年：KBS《千秋太后》飾演 宣正王后
- 2010年：KBS《戰友》飾演 正花
- 2011年：KBS《廣開土太王》飾演 躍延
- 2012年：KBS《Drama Special－國會議員鄭治成失蹤事件（朝鲜语：국회의원 정치성 실종사건）》飾演 李孃
- 2012年：E Channel《短短家族》飾演 仁譓
- 2013年：KBS《Drama Special－媽媽的島》飾演 金女士
- 2014年：TV朝鮮《火花裡》飾演 張玉善
- 2016年：KBS《Oh My 錦朏》飾演 許在景
- 2018年：SBS《我也是媽媽啊》飾演 尹芝穎
- 2020年：JTBC《優雅的朋友們》飾演 柳恩實
- 2022年：MBC《金湯匙》飾演 王秀敏

### 電影
- 2007年：《Mapado 2》（客串）
- 2008年：《面盒子》（客串）
- 2008年：《猛男誕生記（朝鲜语：가루지기）》飾演 渡口妓生

### MV
- 2000年：Seo MoonTak《鏈》
- 2006年：前進《愛情不會來》
- 2011年：吳允慧《傷痕累累》

## 外部連結
- Facebook 
- Cyworld[] 